# Funció quasi-periòdica

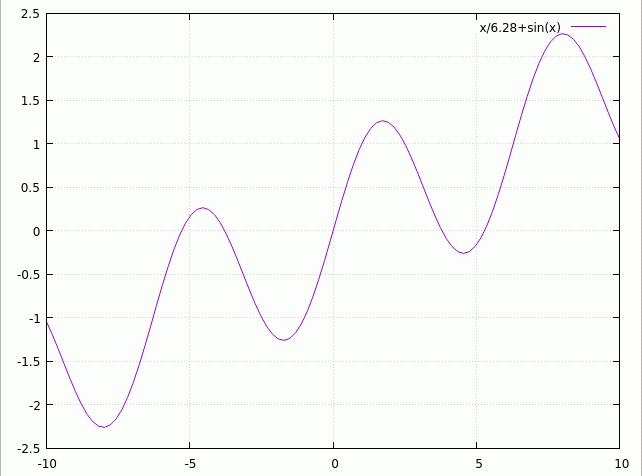
La funció f(x)=x/2π +sin(x) compleix l'equació f(x+2π)= f(x)+1 i, per tant, és quasi periòdica aritmètica.

En matemàtiques, una funció quasi periòdica és una funció que té una certa semblança amb una funció periòdica. Una funció {\displaystyle f} és quasi periòdica amb quasiperíode {\displaystyle \omega } si {\displaystyle f(z+\omega )=g(z,f(z))}, on {\displaystyle g} és una funció " més simple " que {\displaystyle f}. El que vol dir ser " més simple " és vague.
Un cas simple (de vegades anomenat quasi periòdic aritmètic) és si la funció obeeix l'equació:
{\displaystyle f(z+\omega )=f(z)+C}
Un altre cas (de vegades anomenat quasi periòdic geomètric) és si la funció obeeix l'equació:
{\displaystyle f(z+\omega )=Cf(z)}
Un exemple d'això és la funció theta de Jacobi, on
{\displaystyle \vartheta (z+\tau ;\tau )=e^{-2\pi iz-\pi i\tau }\vartheta (z;\tau ),}
demostra que per arreglat {\displaystyle \tau } té quasiperíode {\displaystyle \tau }; també és periòdic amb el període un. Un altre exemple el proporciona la funció sigma de Weierstrass, que és quasi periòdica en dos quasiperiodes independents, els períodes de la funció Weierstrass ℘ corresponent.
Funcions amb una equació funcional additiva
{\displaystyle f(z+\omega )=f(z)+az+b\ }
també s'anomenen quasi periòdiques. Un exemple d'això és la funció zeta de Weierstrass, on
{\displaystyle \zeta (z+\omega ,\Lambda )=\zeta (z,\Lambda )+\eta (\omega ,\Lambda )\ }
per a un η independent de z quan ω és un període de la corresponent funció de Weierstrass ℘.
En el cas especial on {\displaystyle f(z+\omega )=f(z)\ } diem que f és periòdica amb període ω a la xarxa de períodes {\displaystyle \Lambda }.

## Senyals quasi periòdics
Els senyals quasi periòdiques en el sentit de processament d'àudio no són funcions quasi periòdiques en el sentit definit aquí; en canvi tenen la naturalesa de funcions gairebé periòdiques i aquest article s'ha de consultar. La noció més vaga i general de quasiperiodicitat té encara menys a veure amb les funcions quasi periòdiques en el sentit matemàtic.
Un exemple útil és la funció:
{\displaystyle f(z)=\sin(Az)+\sin(Bz)}
Si la relació A / B és racional, aquest tindrà un període real, però si A / B és irracional no hi ha període veritable, sinó una successió de períodes "quasi" cada cop més precisos.